# Kenya Badminton Association
Die Kenya Badminton Association (KBA) ist die oberste nationale administrative Organisation in der Sportart Badminton in Kenia. 

## Geschichte
Die Kenya Badminton Association wurde im April 1960 gegründet und im Juni 1960 Mitglied im Weltverband IBF. Der Verband wurde 1977 Gründungsmitglied im kontinentalen Dachverband Badminton Confederation of Africa, damals noch unter dem Namen African Badminton Confederation firmierend. Der Sitz des Verbandes befindet sich in Nairobi. Der Verband gehört dem Nationalen Olympischen Komitee an.

## Bedeutende Veranstaltungen, Turniere und Ligen
- Kenya International
- Einzelmeisterschaften

## Bedeutende Persönlichkeiten
- Fred Gituku, Präsident
- S. S. Rao, ehemaliger Präsident